# Seznam ohrožených živočichů v Česku
Seznam ohrožených zvířat v Česku uvádí ohrožené druhy chráněné v Česku zákonem o ochraně přírody a krajiny podle vyhlášky 395/1992 Sb. a změnové vyhlášky 175/2006 Sb. Ve skutečnosti je v Česku ohrožených druhů mnohem víc, hlavně mezi bezobratlými. Např. v Červeném seznamu bezobratlých druhů České republiky je uvedeno 6 436 druhů.

## Obratlovci

### Savci
| Druh                                     | Obrázek              | Stupeň ohrožení v Česku | Dle IUCN |
| ---------------------------------------- | -------------------- | ----------------------- | -------- |
| kočka divoká Felis silvestris            | kočka divoká         | Kriticky ohrožený       | 3        |
| medvěd hnědý Ursus arctos                | medvěd hnědý         | Kriticky ohrožený       | 3        |
| netopýr brvitý Myotis emarginatus        | netopýr brvitý       | Kriticky ohrožený       | 3        |
| netopýr černý Barbastella barbastellus   | netopýr černý        | Kriticky ohrožený       | 4        |
| netopýr pobřežní Myotis dasycneme        | netopýr pobřežní     | Kriticky ohrožený       | 4        |
| netopýr velký Myotis myotis              | netopýr velký        | Kriticky ohrožený       | 3        |
| plch zahradní Eliomys quercinus          | plch zahradní        | Kriticky ohrožený       | 4        |
| sysel obecný Spermophilus citellus       | sysel obecný         | Kriticky ohrožený       | 6        |
| tchoř stepní Mustela eversmanii          | tchoř stepní         | Kriticky ohrožený       | 3        |
| vlk obecný Canis lupus                   | vlk obecný           | Kriticky ohrožený       | 3        |
| vrápenec malý Rhinolophus hipposideros   | vrápenec malý        | Kriticky ohrožený       | 3        |
| vrápenec velký Rhinolophus ferrumequinum | vrápenec velký       | Kriticky ohrožený       | 3        |
| bobr evropský Castor fiber               | bobr evropský        | Silně ohrožený          | 3        |
| křeček polní Cricetus cricetus           | křeček polní         | Silně ohrožený          | 7        |
| los evropský Alces alces                 | los evropský         | Silně ohrožený          | 3        |
| myšivka horská Sicista betulina          | myšivka horská       | Silně ohrožený          | 3        |
| netopýři Microchiroptera                 | netopýři             | Silně ohrožený          |          |
| plch lesní Dryomys nitedula              | plch lesní           | Silně ohrožený          | 3        |
| plšík lískový Muscardinus avellanarius   | plšík lískový        | Silně ohrožený          | 3        |
| rejsek horský Sorex alpinus              | rejsek horský        | Silně ohrožený          | 4        |
| rys ostrovid Lynx lynx                   | rys ostrovid         | Silně ohrožený          | 3        |
| vydra říční Lutra lutra                  | vydra říční          | Silně ohrožený          | 4        |
| bělozubka bělobřichá Crocidura leucodon  | bělozubka bělobřichá | Ohrožený                | 3        |
| plch velký Glis glis                     | plch velký           | Ohrožený                | 3        |
| veverka obecná Sciurus vulgaris          | veverka obecná       | Ohrožený                | 3        |

### Ptáci
| Druh                                                      | Obrázek                        | Stupeň ohrožení v Česku | Dle IUCN |
| --------------------------------------------------------- | ------------------------------ | ----------------------- | -------- |
| břehouš černoocasý Limosa limosa                          | břehouš černoocasý             | Kriticky ohrožený       | 4        |
| bukač velký Botaurus stellaris                            | bukač velký                    | Kriticky ohrožený       | 3        |
| bukáček malý Ixobrychus minutus                           | bukáček malý                   | Kriticky ohrožený       | 3        |
| drop velký Otis tarda                                     | drop velký                     | Kriticky ohrožený       | 5        |
| dytík úhorní Burhinus oedicnemus                          | dytík úhorní                   | Kriticky ohrožený       | 3        |
| chřástal malý Porzana parva                               | chřástal malý                  | Kriticky ohrožený       |          |
| jeřáb popelavý Grus grus                                  | jeřáb popelavý                 | Kriticky ohrožený       | 3        |
| koliha velká Numenius arquata                             | koliha velká                   | Kriticky ohrožený       | 4        |
| kolpík bílý Platalea leucorodia                           | kolpík bílý                    | Kriticky ohrožený       | 3        |
| kulík hnědý Charadrius morinellus                         | kulík hnědý                    | Kriticky ohrožený       | 3        |
| luňák červený Milvus milvus                               | luňák červený                  | Kriticky ohrožený       |          |
| luňák hnědý Milvus migrans                                | luňák hnědý                    | Kriticky ohrožený       | 3        |
| mandelík hajní Coracias garrulus                          | mandelík hajní                 | Kriticky ohrožený       | 3        |
| morčák velký Mergus merganser                             | morčák velký                   | Kriticky ohrožený       | 3        |
| orel křiklavý Aquila pomarina                             | orel křiklavý                  | Kriticky ohrožený       | 3        |
| orel mořský Haliaeetus albicilla                          | orel mořský                    | Kriticky ohrožený       | 3        |
| orel skalní Aquila chrysaetos                             | orel skalní                    | Kriticky ohrožený       | 3        |
| orlovec říční Pandion haliaetus                           | orlovec říční                  | Kriticky ohrožený       | 3        |
| ostralka štíhlá Anas acuta                                | ostralka štíhlá                | Kriticky ohrožený       | 3        |
| polák malý Aythya nyroca                                  | polák malý                     | Kriticky ohrožený       | 4        |
| poštolka rudonohá Falco vespertinus                       | poštolka rudonohá              | Kriticky ohrožený       | 5        |
| puštík bělavý Strix uralensis                             | puštík bělavý                  | Kriticky ohrožený       | 3        |
| raroh velký Falco cherrug                                 | raroh velký                    | Kriticky ohrožený       | 6        |
| rybák černý Chlidonias niger                              | rybák černý                    | Kriticky ohrožený       | 3        |
| skalník zpěvný Monticola saxatilis                        | skalník zpěvný                 | Kriticky ohrožený       | 3        |
| slavík modráček tundrový Luscinia svecica svecica         | slavík modráček tundrový       | Kriticky ohrožený       | 3        |
| sokol stěhovavý Falco peregrinus                          | sokol stěhovavý                | Kriticky ohrožený       | 3        |
| strnad luční Emberiza calandra                            | strnad luční                   | Kriticky ohrožený       | 3        |
| strnad zahradní Emberiza hortulana                        | strnad zahradní                | Kriticky ohrožený       | 3        |
| tenkozobec opačný Recurvirostra avosetta                  | tenkozobec opačný              | Kriticky ohrožený       | 3        |
| tetřev hlušec Tetrao urogallus                            | tetřev hlušec                  | Kriticky ohrožený       | 3        |
| vodouš rudonohý Tringa totanus                            | vodouš rudonohý                | Kriticky ohrožený       | 3        |
| volavka červená Ardea purpurea                            | volavka červená                | Kriticky ohrožený       | 3        |
| výreček malý Otus scops                                   | výreček malý                   | Kriticky ohrožený       | 3        |
| zedníček skalní Tichodroma muraria                        | zedníček skalní                | Kriticky ohrožený       | 3        |
| bekasina otavní Gallinago gallinago                       | bekasina otavní                | Silně ohrožený          | 3        |
| bělořit šedý Oenanthe oenanthe                            | bělořit šedý                   | Silně ohrožený          | 3        |
| čáp černý Ciconia nigra                                   | čáp černý                      | Silně ohrožený          | 3        |
| čírka modrá Anas querquedula                              | čírka modrá                    | Silně ohrožený          | 3        |
| datlík tříprstý Picoides tridactylus                      | datlík tříprstý                | Silně ohrožený          | 3        |
| drozd cvrčala Turdus iliacus                              | drozd cvrčala                  | Silně ohrožený          | 3        |
| dřemlík tundrový Falco columbarius                        | dřemlík tundrový               | Silně ohrožený          | 3        |
| dudek chocholatý Upupa epops                              | dudek chocholatý               | Silně ohrožený          | 3        |
| hohol severní Bucephala clangula                          | hohol severní                  | Silně ohrožený          | 3        |
| holub doupňák Columba oenas                               | holub doupňák                  | Silně ohrožený          | 3        |
| chřástal kropenatý Porzana porzana                        | chřástal kropenatý             | Silně ohrožený          | 3        |
| chřástal polní Crex crex                                  | chřástal polní                 | Silně ohrožený          | 3        |
| chřástal vodní Rallus aquaticus                           | chřástal vodní                 | Silně ohrožený          | 3        |
| jeřábek lesní Bonasa bonasia                              | jeřábek lesní                  | Silně ohrožený          | 3        |
| kalous pustovka Asio flammeus                             | kalous pustovka                | Silně ohrožený          | 3        |
| kavka obecná Corvus monedula                              | kavka obecná                   | Silně ohrožený          | 3        |
| konipas luční Motacilla flava                             | konipas luční                  | Silně ohrožený          | 3        |
| kos horský Turdus torquatus                               | kos horský                     | Silně ohrožený          | 3        |
| krahujec obecný Accipiter nisus                           | krahujec obecný                | Silně ohrožený          | 3        |
| krutihlav obecný Jynx torquilla                           | krutihlav obecný               | Silně ohrožený          | 3        |
| křepelka polní Coturnix coturnix                          | křepelka polní                 | Silně ohrožený          | 3        |
| kulíšek nejmenší Glaucidium passerinum                    | kulíšek nejmenší               | Silně ohrožený          | 3        |
| kvakoš noční Nycticorax nycticorax                        | kvakoš noční                   | Silně ohrožený          | 3        |
| ledňáček říční Alcedo atthis                              | ledňáček říční                 | Silně ohrožený          | 3        |
| lejsek malý Ficedula parva                                | lejsek malý                    | Silně ohrožený          | 3        |
| lelek lesní Caprimulgus europaeus                         | lelek lesní                    | Silně ohrožený          | 3        |
| linduška horská Anthus spinoletta                         | linduška horská                | Silně ohrožený          | 3        |
| linduška úhorní Anthus campestris                         | linduška úhorní                | Silně ohrožený          | 3        |
| lžičák pestrý Anas clypeata                               | lžičák pestrý                  | Silně ohrožený          | 3        |
| moták lužní Circus pygargus                               | moták lužní                    | Silně ohrožený          | 3        |
| moták pilich Circus cyaneus                               | moták pilich                   | Silně ohrožený          | 3        |
| ostříž lesní Falco subbuteo                               | ostříž lesní                   | Silně ohrožený          | 3        |
| pěnice vlašská Sylvia nisoria                             | pěnice vlašská                 | Silně ohrožený          | 3        |
| pěvuška podhorní Prunella collaris                        | pěvuška podhorní               | Silně ohrožený          | 3        |
| pisík obecný Actitis hypoleucos                           | pisík obecný                   | Silně ohrožený          | 3        |
| potápka rudokrká Podiceps grisegena                       | potápka rudokrká               | Silně ohrožený          | 3        |
| racek černohlavý Ichthyaetus melanocephalus               | racek černohlavý               | Silně ohrožený          | 3        |
| rákosník velký Acrocephalus arundinaceus                  | rákosník velký                 | Silně ohrožený          | 3        |
| rybák obecný Sterna hirundo                               | rybák obecný                   | Silně ohrožený          | 3        |
| skřivan lesní Lullula arborea                             | skřivan lesní                  | Silně ohrožený          | 3        |
| slavík modráček středoevropský Luscinia svecica cyanecula | slavík modráček středoevropský | Silně ohrožený          |          |
| slavík tmavý Luscinia luscinia                            | slavík tmavý                   | Silně ohrožený          | 3        |
| sova pálená Tyto alba                                     | sova pálená                    | Silně ohrožený          | 3        |
| strakapoud bělohřbetý Dendrocopos leucotos                | strakapoud bělohřbetý          | Silně ohrožený          | 3        |
| strakapoud jižní Dendrocopos syriacus                     | strakapoud jižní               | Silně ohrožený          | 3        |
| sýc rousný Aegolius funereus                              | sýc rousný                     | Silně ohrožený          | 3        |
| sýček obecný Athene noctua                                | sýček obecný                   | Silně ohrožený          | 3        |
| sýkořice vousatá Panurus biarmicus                        | sýkořice vousatá               | Silně ohrožený          | 3        |
| tetřívek obecný Tetrao tetrix                             | tetřívek obecný                | Silně ohrožený          | 3        |
| ťuhýk menší Lanius minor                                  | ťuhýk menší                    | Silně ohrožený          | 3        |
| ťuhýk rudohlavý Lanius senator                            | ťuhýk rudohlavý                | Silně ohrožený          | 3        |
| včelojed lesní Pernis apivorus                            | včelojed lesní                 | Silně ohrožený          | 3        |
| vlha pestrá Merops apiaster                               | vlha pestrá                    | Silně ohrožený          | 3        |
| vodouš kropenatý Tringa ochropus                          | vodouš kropenatý               | Silně ohrožený          | 3        |
| volavka bílá Ardea alba                                   | volavka bílá                   | Silně ohrožený          | 3        |
| volavka stříbřitá Egretta garzetta                        | volavka stříbřitá              | Silně ohrožený          | 3        |
| zrzohlávka rudozobá Netta rufina                          | zrzohlávka rudozobá            | Silně ohrožený          | 3        |
| žluva hajní Oriolus oriolus                               | žluva hajní                    | Silně ohrožený          | 3        |
| bekasina větší Gallinago media                            | bekasina větší                 | ohrožený                | 4        |
| bramborníček černohlavý Saxicola torquatus                | bramborníček černohlavý        | ohrožený                | 3        |
| bramborníček hnědý Saxicola rubetra                       | bramborníček hnědý             | ohrožený                | 3        |
| brkoslav severní Bombycilla garrulus                      | brkoslav severní               | ohrožený                | 3        |
| břehule říční Riparia riparia                             | břehule říční                  | ohrožený                | 3        |
| cvrčilka slavíková Locustella luscinioides                | cvrčilka slavíková             | ohrožený                | 3        |
| čáp bílý Ciconia ciconia                                  | čáp bílý                       | ohrožený                | 3        |
| čírka obecná Anas crecca                                  | čírka obecná                   | ohrožený                | 3        |
| hýl rudý Carpodacus erythrinus                            | hýl rudý                       | ohrožený                | 3        |
| chocholouš obecný Galerida cristata                       | chocholouš obecný              | ohrožený                | 3        |
| jestřáb lesní Accipiter gentilis                          | jestřáb lesní                  | ohrožený                | 3        |
| kopřivka obecná Anas strepera                             | kopřivka obecná                | ohrožený                | 3        |
| kormorán velký Phalacrocorax carbo                        | kormorán velký                 | ohrožený                | 3        |
| koroptev polní Perdix perdix                              | koroptev polní                 | ohrožený                | 3        |
| krkavec velký Corvus corax                                | krkavec velký                  | ohrožený                | 3        |
| lejsek šedý Muscicapa striata                             | lejsek šedý                    | ohrožený                | 3        |
| moták pochop Circus aeruginosus                           | moták pochop                   | ohrožený                | 3        |
| moudivláček lužní Remiz pendulinus                        | moudivláček lužní              | ohrožený                | 3        |
| ořešník kropenatý Nucifraga caryocatactes                 | ořešník kropenatý              | ohrožený                | 3        |
| potápka černokrká Podiceps nigricollis                    | potápka černokrká              | ohrožený                | 3        |
| potápka malá Tachybaptus ruficollis                       | potápka malá                   | ohrožený                | 3        |
| potápka roháč Podiceps cristatus                          | potápka roháč                  | ohrožený                | 3        |
| rorýs obecný Apus apus                                    | rorýs obecný                   | ohrožený                | 3        |
| slavík obecný Luscinia megarhynchos                       | slavík obecný                  | ohrožený                | 3        |
| sluka lesní Scolopax rusticola                            | sluka lesní                    | ohrožený                | 3        |
| strakapoud prostřední Dendrocopos medius                  | strakapoud prostřední          | ohrožený                | 3        |
| ťuhýk obecný Lanius collurio                              | ťuhýk obecný                   | ohrožený                | 3        |
| ťuhýk šedý Lanius excubitor                               | ťuhýk šedý                     | ohrožený                | 3        |
| vlaštovka obecná Hirundo rustica                          | vlaštovka obecná               | ohrožený                | 3        |
| výr velký Bubo bubo                                       | výr velký                      | ohrožený                | 3        |

### Plazi
| Druh                                | Obrázek           | Stupeň ohrožení v Česku | Dle IUCN |
| ----------------------------------- | ----------------- | ----------------------- | -------- |
| ještěrka zední Podarcis muralis     | ještěrka zední    | Kriticky ohrožený       | 3        |
| ještěrka zelená Lacerta viridis     | ještěrka zelená   | Kriticky ohrožený       | 3        |
| užovka podplamatá Natrix tessellata | užovka podplamatá | Kriticky ohrožený       | 3        |
| užovka stromová Zamenis longissimus | užovka stromová   | Kriticky ohrožený       | 3        |
| zmije obecná Vipera berus           | zmije obecná      | Kriticky ohrožený       | 3        |
| želva bahenní Emys orbicularis      | želva bahenní     | Kriticky ohrožený       | 3        |
| ještěrka obecná Lacerta agilis      | ještěrka obecná   | Silně ohrožený          | 3        |
| ještěrka živorodá Zootoca vivipara  | ještěrka živorodá | Silně ohrožený          | 3        |
| slepýš křehký Anguis fragilis       | slepýš křehký     | Silně ohrožený          |          |
| užovka hladká Coronella austriaca   | užovka hladká     | Silně ohrožený          |          |
| užovka obojková Natrix natrix       | užovka obojková   | ohrožený                | 3        |

### Obojživelníci
| Druh                                    | Obrázek | Stupeň ohrožení v Česku | Dle IUCN |
| --------------------------------------- | ------- | ----------------------- | -------- |
| blatnice skvrnitá Pelobates fuscus      |         | Kriticky ohrožený       | 3        |
| čolek dravý Triturus carnifex           |         | Kriticky ohrožený       | 3        |
| čolek hranatý Lissotriton helveticus    |         | Kriticky ohrožený       | 3        |
| čolek karpatský Lissotriton montandoni  |         | Kriticky ohrožený       | 3        |
| ropucha krátkonohá Epidalea calamita    |         | Kriticky ohrožený       | 3        |
| skokan ostronosý Rana arvalis           |         | Kriticky ohrožený       | 3        |
| skokan skřehotavý Pelophylax ridibundus |         | Kriticky ohrožený       | 3        |
| čolek horský Mesotriton alpestris       |         | Silně ohrožený          | 3        |
| čolek obecný Lissotriton vulgaris       |         | Silně ohrožený          | 3        |
| čolek velký Triturus cristatus          |         | Silně ohrožený          | 3        |
| kuňka obecná Bombina bombina            |         | Silně ohrožený          | 3        |
| kuňka žlutobřichá Bombina variegata     |         | Silně ohrožený          | 3        |
| mlok skvrnitý Salamandra salamandra     |         | Silně ohrožený          | 3        |
| rosnička zelená Hyla arborea            |         | Silně ohrožený          | 3        |
| skokan krátkonohý Pelophylax lessonae   |         | Silně ohrožený          | 3        |
| skokan štíhlý Rana dalmatina            |         | Silně ohrožený          | 3        |
| skokan zelený Pelophylax esculentus     |         | Silně ohrožený          | 3        |
| ropucha obecná Bufo bufo                |         | ohrožený                | 3        |

### Ryby a kruhoústí
| Druh                                       | Obrázek | Stupeň ohrožení v Česku | Dle IUCN |
| ------------------------------------------ | ------- | ----------------------- | -------- |
| drsek větší Zingel zingel                  |         | Kriticky ohrožený       | 3        |
| hrouzek Kesslerův Gobio kessleri           |         | Kriticky ohrožený       | 3        |
| mihule potoční Lampetra planeri            |         | Kriticky ohrožený       | 3        |
| mihule ukrajinská Eudontomyzon mariae      |         | Kriticky ohrožený       | 3        |
| sekavčík horský Sabanejewia aurata         |         | Kriticky ohrožený       | 3        |
| ježdík dunajský Gymnocephalus baloni       |         | Silně ohrožený          | 3        |
| ostrucha křivočará Pelecus cultratus       |         | Silně ohrožený          | 3        |
| ouklejka pruhovaná Alburnoides bipunctatus |         | Silně ohrožený          |          |
| sekavec písečný Cobitis taenia             |         | Silně ohrožený          | 3        |
| cejn perleťový Abramis sapa                |         | Ohrožený                |          |
| jelec jesen Leuciscus idus                 |         | Ohrožený                | 3        |
| ježdík žlutý Gymnocephalus schraetser      |         | Ohrožený                | 3        |
| kapr obecný (sazan) Cyprinus carpio        |         | Ohrožený                | 5        |
| mník jednovousý Lota lota                  |         | Ohrožený                | 3        |
| piskoř pruhovaný Misgurnus fossilis        |         | Ohrožený                | 3        |
| plotice lesklá Rutilus pigus               |         | Ohrožený                | 3        |
| střevle potoční Phoxinus phoxinus          |         | Ohrožený                | 3        |
| vranka obecná Cottus gobio                 |         | Ohrožený                | 3        |
| vranka pruhoploutvá Cottus poecilopus      |         | Ohrožený                | 3        |

## Bezobratlí

### Hmyz
| Druh                                        | Obrázek                     | Stupeň ohrožení v Česku | Dle IUCN |
| ------------------------------------------- | --------------------------- | ----------------------- | -------- |
| bělásek východní Leptidea morsei            | bělásek východní            | Kriticky ohrožený       |          |
| cikáda viničná Tibicen haematodes           | cikáda viničná              | Kriticky ohrožený       |          |
| hnědásek osikový Euphydryas maturna         | hnědásek osikový            | Kriticky ohrožený       | 2        |
| chrobák jednorohý Bolbelasmus unicornis     | chrobák jednorohý           | Kriticky ohrožený       |          |
| chrobák pečlivý Copris lunaris              | chrobák pečlivý             | Kriticky ohrožený       |          |
| jasoň červenooký Parnassius apollo          | jasoň červenooký            | Kriticky ohrožený       | 5        |
| jasoň dymnivkový Parnassius mnemosyne       | jasoň dymnivkový            | Kriticky ohrožený       |          |
| kobylka sága Saga pedo                      | kobylka sága                | Kriticky ohrožený       | 5        |
| krasec temný Capnodis tenebrionis           | krasec temný                | Kriticky ohrožený       |          |
| krasec dubový Eurythyrea quercus            | Eurythyrea quercus          | Kriticky ohrožený       |          |
| krasec Sphenoptera antiqua                  | krasec                      | Kriticky ohrožený       |          |
| krasec uherský Anthaxia hungarica           | krasec uherský              | Kriticky ohrožený       |          |
| kudlanka nábožná Mantis religiosa           | kudlanka nábožná            | Kriticky ohrožený       |          |
| modrásek černoskvrnný Maculinea arion       | modrásek černoskvrnný       | Kriticky ohrožený       | LR/nt    |
| modrásek hořcový Maculinea alcon            | modrásek hořcový            | Kriticky ohrožený       |          |
| okáč jílkový Lopinga achine                 | okáč jílkový                | Kriticky ohrožený       |          |
| pakudlanka jižní Mantispa styriaca          | pakudlanka jižní            | Kriticky ohrožený       |          |
| pestrokřídlec podražcový Zerynthia polyxena | pestrokřídlec podražcový    | Kriticky ohrožený       |          |
| ploskoroh pestrý Libelloides macaronius     | ploskoroh                   | Kriticky ohrožený       |          |
| potápník Graphoderus bilineatus             |                             | Kriticky ohrožený       | 5        |
| roháček jedlový Ceruchus chrysomelinus      | roháček jedlový             | Kriticky ohrožený       | 4        |
| roupec sršňový Asilus crabroniformis        |                             | Kriticky ohrožený       |          |
| střevlík zlatý Carabus auratus              | střevlík zlatý              | Kriticky ohrožený       |          |
| střevlík mřížkovaný Carabus clathratus      | střevlík mřížkovaný         | Kriticky ohrožený       |          |
| střevlík uherský Carabus hungaricus         | střevlík uherský            | Kriticky ohrožený       |          |
| střevlík Menetriesův Carabus menetriesi     |                             | Kriticky ohrožený       |          |
| střevlík lesklý Carabus nitens              | střevlík lesklý             | Kriticky ohrožený       |          |
| šídlatka kroužkovaná Sympecma paedisca      | Šídlatka kroužkovaná        | Kriticky ohrožený       | 3        |
| tesařík alpský Rosalia alpina               | tesařík alpský              | Zranitelný              | [zdroj?] |
| tesařík broskvoňový Purpuricenus kaehleri   | tesařík broskvoňový         | Kriticky ohrožený       |          |
| tesařík drsnorohý Aegosoma scabricorne      | tesařík drsnorohý           | Kriticky ohrožený       |          |
| babočka bílé l Nymphalis vau-album          | babočka bílé l              | Silně ohrožený          |          |
| bourovec trnkový Eriogaster catax           | housenka bourovce trnkového | Silně ohrožený          | 2        |
| chroust opýřený Anoxia pilosa               | chroust opýřený             | Silně ohrožený          |          |
| klínatka rohatá Ophiogomphus cecilia        | klínatka rohatá             | Silně ohrožený          | 3        |
| klínatka žlutonohá Stylurus flavipes        | klínatka žlutonohá          | Silně ohrožený          |          |
| kovařík rezavý Elater ferrugineus           | kovařík rezavý              | Silně ohrožený          |          |
| krajník Calosoma auropunctatum              | krajník                     | Silně ohrožený          |          |
| lesák rumělkový Cucujus cinnaberinus        | lesák rumělkový             | Silně ohrožený          | 4        |
| lišaj pupalkový Proserpinus proserpina      | lišaj pupalkový             | Silně ohrožený          | 2        |
| martináč hrušňový Saturnia pyri             | martináč hrušňový           | Silně ohrožený          | LR/nt    |
| modrásek bahenní Phengaris nausithous       | modrásek bahenní            | Silně ohrožený          | LR/nt    |
| modrásek očkovaný Phengaris teleius         | modrásek očkovaný           | Silně ohrožený          | LR/nt    |
| modrásek stepní Polyommatus eroides         | modrásek stepní             | Silně ohrožený          |          |
| ohniváček černočárný Lycaena dispar         | ohniváček černočárný        | Silně ohrožený          | LR/nt    |
| ohniváček rdesnový Lycaena helle            | ohniváček rdesnový          | Silně ohrožený          |          |
| okáč hnědý Coenonympha hero                 | okáč hnědý                  | Silně ohrožený          |          |
| okáč skalní Chazara briseis                 | okáč skalní                 | Silně ohrožený          |          |
| okáč sudetský Erebia sudetica               | okáč sudetský               | Silně ohrožený          | 5        |
| pačmelák cizopasný Bombus rupestris         | pačmelák cizopasný          | Silně ohrožený          |          |
| páchník hnědý Osmoderma eremita             | páchník hnědý               | Silně ohrožený          | 4        |
| potápník široký Dytiscus latissimus         | potápník široký             | Silně ohrožený          | 5        |
| přástevník mařinkový Watsonarctia casta     | přástevník mařinkový        | Silně ohrožený          |          |
| přástevník svízelový Chelis maculosa        | přástevník svízelový        | Silně ohrožený          |          |
| saranče Stenobothrus eurasius               |                             | Silně ohrožený          | 5        |
| střevlík Carabus scabriusculus              | střevlík                    | Silně ohrožený          |          |
| střevlík hrbolatý Carabus variolosus        | střevlík hrbolatý           | Silně ohrožený          |          |
| stužkonoska vrbová Catocala electa          | stužkonoska vrbová          | Silně ohrožený          |          |
| tesařík obrovský Cerambyx cerdo             | tesařík obrovský            | Silně ohrožený          | 5        |
| tesařík zavalitý Ergates faber              | tesařík zavalitý            | Silně ohrožený          | 6        |
| trnoštítec horský Tragosoma depsarium       | trnoštítec horský           | Silně ohrožený          |          |
| vážka běloústá Leucorrhinia albifrons       | vážka běloústá              | Silně ohrožený          | 3        |
| vážka jasnoskvrnná Leucorrhinia pectoralis  | vážka jasnoskvrnná          | Silně ohrožený          |          |
| vážka široká Leucorrhinia caudalis          | vážka široká                | Silně ohrožený          | 3        |
| zdobenec Gnorimus                           |                             | Silně ohrožený          |          |
| zlatohlávek chlupatý Tropinota hirta        | zlatohlávek chlupatý        | Silně ohrožený          |          |
| zubokřídlec dubový Marumba quercus          | zubokřídlec dubový          | Silně ohrožený          |          |
| žluťásek barvoměnný Colias myrmidone        | žluťásek barvoměnný         | Silně ohrožený          |          |
| žluťásek borůvkový Colias palaeno           | žluťásek borůvkový          | Silně ohrožený          |          |
| batolec Apatura                             | batolec                     | ohrožený                |          |
| bělopásek Limenitis                         | bělopásek                   | ohrožený                |          |
| bělopásek Neptis                            | bělopásek                   | ohrožený                |          |
| číhalka pospolitá Atherix ibis              |                             | ohrožený                |          |
| čmelák Bombus                               | čmelák                      | ohrožený                |          |
| drabčík huňatý Emus hirtus                  |                             | ohrožený                |          |
| chrobák ozbrojený Odonteus armiger          | chrobák ozbrojený           | ohrožený                |          |
| chrobák vrubounovitý Sisyphus schaefferi    | chrobák vrubounovitý        | ohrožený                |          |
| chroust mlynařík Polyphylla fullo           | chroust mlynařík            | ohrožený                |          |
| kovařík Lacon                               | kovařík                     | ohrožený                |          |
| kozlíček jilmový Saperda punctata           | kozlíček jilmový            | ohrožený                |          |
| krajník hnědý Calosoma inquisitor           | krajník hnědý               | ohrožený                |          |
| krajník pižmový Calosoma sycophanta         | krajník pižmový             | ohrožený                |          |
| krasec měďák Chalcophora mariana            | krasec měďák                | ohrožený                |          |
| lišaj pryšcový Hyles euphorbiae             | lišaj pryšcový              | ohrožený                |          |
| majka fialová Meloe violaceus               | majka                       | ohrožený                |          |
| mravenec Formica                            | mravenec                    | ohrožený                |          |
| nosorožík kapucínek Oryctes nasicornis      | nosorožík kapucínek         | ohrožený                |          |
| otakárek fenyklový Papilio machaon          | otakárek fenyklový          | ohrožený                |          |
| otakárek ovocný Iphiclides podalirius       | otakárek ovocný             | ohrožený                |          |
| perleťovec mokřadní Proclossiana eunomia    | perleťovec mokřadní         | ohrožený                |          |
| prskavec Brachinus                          | prskavec                    | ohrožený                |          |
| rákosnice ostřicová Phragmatiphila nexa     | rákosnice ostřicová         | ohrožený                |          |
| roháč obecný Lucanus cervus                 | roháč obecný                | ohrožený                | 6        |
| střevlík nepravidelný Carabus irregularis   | střevlík nepravidelný       | ohrožený                |          |
| střevlík polní Carabus arcensis             | střevlík polní              | ohrožený                |          |
| střevlík Scheidlerův Carabus scheidleri     | střevlík Scheidlerův        | ohrožený                |          |
| střevlík Ullrichův Carabus ullrichi         | střevlík Ullrichův          | ohrožený                |          |
| střevlík Carabus obsoletus                  |                             | ohrožený                |          |
| střevlík Carabus problematicus              | střevlík                    | ohrožený                |          |
| svižník Cicindela                           |                             | ohrožený                |          |
| šídlo rašelinné Aeshna subarctica           | šídlo rašelinné             | ohrožený                |          |
| zdobenec Trichius                           | zdobenec                    | ohrožený                |          |
| zlatohlávek skvostný Potosia aeruginosa     | zlatohlávek skvostný        | ohrožený                |          |
| zlatohlávek tmavý Oxythyrea funesta         | zlatohlávek tmavý           | ohrožený                |          |

### Rakovci a pavoukovci
| Druh                                | Obrázek | Stupeň ohrožení v Česku | Dle IUCN |
| ----------------------------------- | ------- | ----------------------- | -------- |
| štír kýlnatý Euscorpius carpathicus |         | Kriticky ohrožený       |          |
| rak kamenáč Astacus torrentium      |         | Kriticky ohrožený       | 2        |
| rak říční Astacus fluviatilis       |         | Kriticky ohrožený       | 5        |
| rak bahenní Astacus leptodactylus   |         | ohrožený                | 3        |

### Lupenonožci
| Druh                               | Obrázek | Stupeň ohrožení v Česku | Dle IUCN |
| ---------------------------------- | ------- | ----------------------- | -------- |
| listonoh jarní Lepidurus apus      |         | Kriticky ohrožený       |          |
| listonoh letní Triops cancriformis |         | Kriticky ohrožený       | [zdroj?] |
| žábronožky Anostraca               |         | Kriticky ohrožený       |          |

### Měkkýši
| Druh                                         | Obrázek        | Stupeň ohrožení v Česku | Dle IUCN |
| -------------------------------------------- | -------------- | ----------------------- | -------- |
| perlorodka říční Margaritifera margaritifera |                | Kriticky ohrožený       | 6        |
| svinutec tenký Anisus vorticulus             | svinutec tenký | Kriticky ohrožený       | 2        |
| velevrub malířský Unio pictorum              |                | Kriticky ohrožený       | 3        |
| velevrub tupý Unio crassus                   |                | Kriticky ohrožený       | 6        |
| škeble rybničná Anodonta cygnea              |                | Silně ohrožený          | 3        |